# Gaja-et-Villedieu
Gaja-et-Villedieu ist eine französische Gemeinde mit 309 Einwohnern (Stand: 1. Januar 2022) im Département Aude in der Region Okzitanien (vor 2016 Languedoc-Roussillon). Sie gehört zum Kanton La Région Limouxine im Arrondissement Limoux. Die Einwohner werden Gajaquois oder Villadéens genannt.

## Geographie
Gaja-et-Villedieu liegt etwa 23 Kilometer südwestlich von Carcassonne. Das Gemeindegebiet wird vom Flüsschen Blau durchquert, das über die Sou zur Aude entwässert. Umgeben wird Gaja-et-Villedieu von den Nachbargemeinden Lauraguel im Norden, Saint-Martin-de-Villereglan im Nordosten, Limoux im Osten und Süden, Malras im Süden sowie Pauligne im Westen.

## Bevölkerungsentwicklung
| Jahr                       | 1962 | 1968 | 1975 | 1982 | 1990 | 1999 | 2006 | 2019 |
| -------------------------- | ---- | ---- | ---- | ---- | ---- | ---- | ---- | ---- |
| Einwohner                  | 218  | 216  | 199  | 220  | 231  | 266  | 303  | 291  |
| Quellen: Cassini und INSEE |      |      |      |      |      |      |      |      |

## Sehenswürdigkeiten
- Himmelfahrtskirche
- Schloss Villemartin, seit 1983/2015 Monument historique